# Margalida Solivellas i Lladó
Margalida Solivellas i Lladó   (Selva, 15 de setembre de 1957) és una periodista mallorquina.

## Carrera professional
Va començar a fer feina al Diario de Mallorca, quan encara estudiava, i aviat la compaginà amb una ocupació a Radio Balear. Després va estar a TVE, fent l’«Informatiu Balear». Al cap de sis mesos, l'any 1986, es va incorporar a la delegació de TV3 a Palma, on ha treballat com a corresponsal a les Illes Balears al llarg de 36 anys, fins que es jubilà, al setembre de 2022.

## Cròniques i reportatges
Des del seu càrrec ha elaborat centenars de peces. La seva llarga etapa com a corresponsal de TV3 a les Illes —una delegació que ella va crear— li ha permès cobrir la història del Govern Balear al llarg de tots aquests anys, des d'aquell primer que presidí Gabriel Cañellas fins al que presideix Francina Armengol en el moment en què Solivellas es jubila. I també els esdeveniments i les notícies més rellevants d’aquestes dècades: la corrupció de Munar, la corrupció i caiguda de Jaume Matas, el judici del cas Nóos, la massificació turística, l'estada de visitants il·lustres, la vaga de docents sota el govern de Bauzá, la pandèmia... al costat dels esdeveniments menors que igualment conformen l'actualitat.
Com a membre dels serveis informatius de l'emissora, ha signat aquests reportatges del programa 30 minuts: Contents i enganyats, sobre les estafes als turistes de l'Imserso (emès l'1 de febrer de 1998); Menorca. Terra noble, sobre el Camí de Cavalls i la lluita per la propietat de la terra entre grans terratinents i ciutadania, en el context de les festes de Sant Joan de l'any (5 de juliol de 1998); Amb el cartell de complet, tractant la sobreocupació turística i el debat de l'ecotaxa (19 de setembre de 1999); Eivissa: de l'amor a la guerra, per explicar la lluita contra la construcció de grans autopistes a l'illa (25 de juny de 2006). També ha assistit a l'evolució tecnològica que s'ha produït en el mitjà televisiu i ha viscut l'enorme transformació del periodisme.
La signatura amb què ha tancat al llarg d'aquests anys les seves cròniques, «Margalida Solivellas, TV3, Palma», ha estat el seu segell característic i s'ha fet popular.

## Obra
- Tot és veritat mentre no acabi de ser-ho (2015)
- Illes escapçades. Cròniques aïllades (2023)